# Joselinho
José Miguel "Joselinho" González (ur. 10 maja 1992) – hiszpański piłkarz, napastnik, występujący w gibraltarskim klubie Europa FC.